# Tortella pseudocaespitosa
Tortella pseudocaespitosa är en bladmossart som beskrevs av Brotherus 1902. Tortella pseudocaespitosa ingår i släktet kalkmossor, och familjen Pottiaceae. Inga underarter finns listade i Catalogue of Life.